# Roberto Valente
Roberto Valente (Napoli, 13 maggio 1972 – Kabul, 17 settembre 2009) è stato un militare italiano, sergente maggiore capo della Brigata paracadutisti "Folgore", insignito della Croce d'Onore alla memoria.

## Biografia
Nato e residente a Napoli, dal 1993 presta servizio nell'Esercito Italiano, e prende parte a diverse missioni di pace internazionali, operando in ex Jugoslavia, Albania e Iraq.  In forza al 187º Reggimento paracadutisti "Folgore" di Livorno, dal 22 maggio 2009 partecipa alla missione ISAF in Afghanistan. 
Il 17 settembre 2009 è tra le vittime di un attacco suicida a Kabul. Due blindati Lince in servizio di scorta  sono affiancati da un'autobomba: nell'esplosione perdono la vita sei militari italiani della Folgore, oltre a numerosi civili afgani..
Il 21 settembre 2009 vengono celebrati i solenni funerali di stato nella Basilica di San Paolo fuori le mura a Roma.

## Riconoscimenti
Il 31 gennaio 2011 il Comune di Napoli ha intitolato a Roberto Valente i giardini del quartiere Fuorigrotta.
Il 17 settembre 2015 l’Associazione Nazionale Paracadutisti d’Italia - Sezione di Napoli, erige un monumento a suo ricordo nei giardini a lui intitolati.